# Amyris macrocarpa
Amyris macrocarpa là một loài thực vật có hoa trong họ Cửu lý hương. Loài này được Gereau mô tả khoa học đầu tiên năm 1991.